# Andrea Baroni Peretti Montalto
Andrea Baroni Peretti Montalto (Montalto, 29 de novembro de 1572 - Roma, 4 de agosto de 1629) foi um cardeal do século XVII

## Biografia
Nasceu em Montalto em 29 de novembro de 1572. Filho de Domizio Baroni Mattei e Fiore Costantini Peretti. Primo em segundo grau do Papa Sisto V (1585-1590), por parte de mãe. Seu sobrenome também está listado como Peretti Montalto Baroni; como Baroni Peretti; e apenas como Baroni.
Educado pelo Cardeal Felice Peretti Montalto, OFMConv., futuro Papa Sisto V.
Protonotário apostólico, 1588.
Criado cardeal diácono no consistório de 5 de junho de 1596; recebeu o chapéu vermelho em 8 de junho de 1596; e a diaconia de S. Maria in Domnica, 21 de junho de 1596. Optou pela diaconia de S. Angelo in Pescheria, 15 de março de 1600. Participou do primeiro conclave de 1605, que elegeu o Papa Leão XI. Participou do segundo conclave de 1605, que elegeu o Papa Paulo V. Optou pela diaconia de S. Eustáquio, em 13 de novembro de 1617. Optou pela diaconia de S. Maria na Via Lata, em 11 de janeiro de 1621. Cardeal protodiácono . Participou do conclave de 1621, que elegeu o Papa Gregório XV. Coroado Papa Gregório XV. Optou pela ordem dos cardeais presbíteros e pelo título de S. Agnese in Agone, 5 de maio de 1621. Optou pelo título de S. Lorenzo em Lucina, 24 de outubro de 1621. Cardeal protoprete. Participou do conclave de 1623, que elegeu o Papa Urbano VIII; ele teve que deixar o conclave permanentemente em 3 de agosto de 1623; o papa foi eleito três dias depois.
Optou pela ordem dos cardeais bispos e pela sé suburbicária de Palestrina, 16 de setembro de 1624. Consagrado, 30 de novembro de 1624, Roma, por Sebastiano Poggio, ex-bispo de Ripatransone, auxiliado por Lorenzo Azzolini, bispo de Ripatransone, e por Giovanni Galli, bispo de Ancona. Optou pela sé suburbicária de Albano, em 2 de março de 1626. Optou pela sé suburbicária de Frascati, em 14 de abril de 1627.
Morreu em Roma 4 de agosto de 1629, após uma breve doença, Roma. O funeral ocorreu em 6 de agosto de 1629, na igreja de S. Andrea della Valle, em Roma. Enterrado na Capela del Presepe, aos pés do túmulo do Papa Sisto V, na basílica patriarcal da Libéria, em Roma.